# Jos Verstappen
Johannes Franciscus "Jos" Verstappen, född 4 mars 1972 i Montfoort, är en nederländsk racerförare. Han är ofta kallad "Jos the Boss" av sina fans. Han är far till racerföraren Max Verstappen.

## Racingkarriär
Verstappen var en framgångsrik kartingförare som började tävla i Tyska F3-mästerskapet 1993. Efter att ha dominerat under säsongen blev han erbjuden att testa i formel 1-stallet Arrows. 1994 var Verstappen på väg att bli testförare för McLaren, men i sista minuten blev han istället testförare och senare en av andraförarna i Benetton.
Verstappen debuterade i Brasiliens Grand Prix 1994. Hans stallkamrat var den blivande världsmästaren Michael Schumacher. Verstappen lyckades komma trea och därmed upp på pallen två gånger 1994, men trots detta fick han lämna Benetton efter säsongen. Detta skulle visa sig bli de bästa resultaten under hans formel 1-karriär. I Tysklands Grand Prix 1994 fattade hans bil eld i depån, men han klarade sig nästan utan skador. Verstappen stod på pallen redan i nästa race i Ungern, vilket var hans första pallplats.

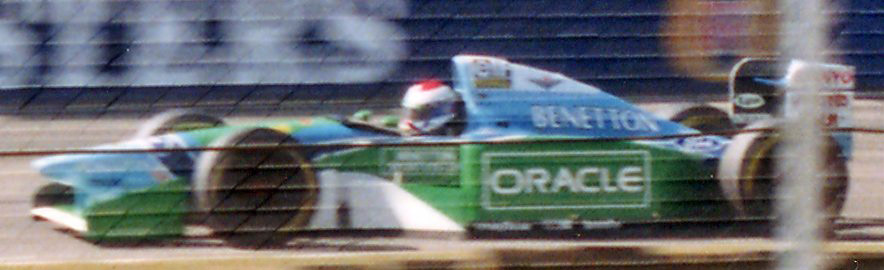
Jos Verstappen under Storbritanniens Grand Prix 1994

1996 körde Verstappen för Arrows. I Belgien 1996 snurrade han av våldsamt men överlevde kraschen. 
1998 fick han efter halva säsongen ersätta dansken Jan Magnussen i Stewart Grand Prix. 
Efter ett uppehåll 1999 var Verstappen tillbaka i Arrows 2000. Framgångarna uteblev och i början av 2002 ersattes han av Heinz-Harald Frentzen, men tvingades att vara kvar i stallet säsongen ut. Säsongen efter körde Verstappen för Minardi, varefter han lämnade F1-scenen. 
Verstappen körde 2005 i A1 Grand Prix, innan han satsade på sportvagnar, och vann LMP2 i Le Mans 24-timmars 2008.

## F1-karriär
| Säsong | Stall/Tillverkare      | Poäng | Placering |
| ------ | ---------------------- | ----- | --------- |
| 1994   | Benetton-Ford          | 10    | 10        |
| 1995   | Simtek-Ford            | 0     | –         |
| 1996   | Arrows (Footwork-Hart) | 1     | 16        |
| 1997   | Tyrrell-Ford           | 0     | –         |
| 1998   | Stewart-Ford           | 0     | –         |
| 2000   | Arrows-Supertec        | 5     | 12        |
| 2001   | Arrows-Asiatech        | 1     | 18        |
| 2003   | Minardi-Cosworth       | 0     | –         |

### Trea i F1-lopp
1. Ungern 1994
2. Belgien 1994